# Оклендский песочник
Оклендский песочник (лат. Coenocorypha aucklandica)  — вид птиц из рода Coenocorypha семейства Scolopacidae, эндемик субантарктических островов, принадлежащих Новой Зеландии. Маори называют его «тутукиви».

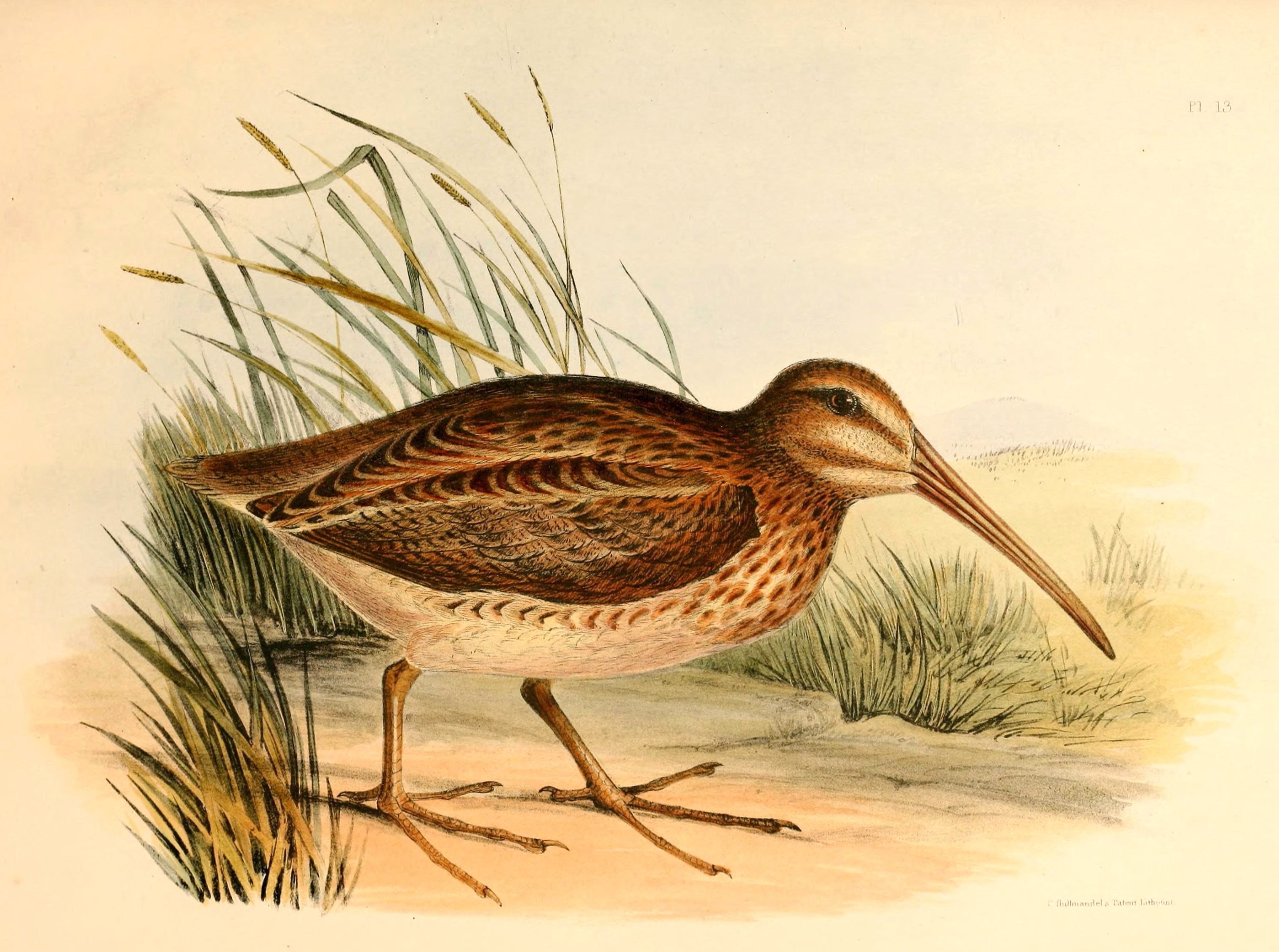
Иллюстрация из книги "The zoology of the voyage of the H.M.S. Erebus & Terror" Ч. Дж. Хюлльманделя, 1844.

Coenocorypha aucklandica — небольшой кулик, взрослые особи которого достигают примерно до 23 см в длину. У него крепкие ноги и тонкий клюв длиной около 5 см и криптическая окраска - коричневатое оперение, в целом, а на голове чёрные и красновато-коричневые полосы, а тело коричневое с чёрными и красновато-коричневыми пестринами.

## Таксономия
Выделяют три подвида: 
- Coenocorypha aucklandica aucklandica (Gray, 1845) – Оклендские острова (за исключением главного острова)
- Coenocorypha aucklandica meinertzhagenae Rothschild, 1927 – острова Антиподов
- Coenocorypha aucklandica perseverance Miskelly & Baker, 2010 – острова Кэмпбелл

Coenocorypha huegeli, обитающий на острове Снэрс, ранее рассматривался как подвид Coenocorypha aucklandica huegeli, но позднее был выделен как полноценный вид. Также  вымершие формы — обитавшие на Южном острове Новой Зеландии   C. iredalei и на Северном острове  — C. barrierensis, первоначально были описаны как подвиды Coenocorypha aucklandica

## Распространение
Оклендский песочник является эндемиком некоторых островов к югу от Новой Зеландии. Каждый остров или группа островов имеет свой подвид. Раньше в Новой Зеландии обитали два вида Coenocorypha, по виду на каждом из основных островов страны, но оба они вымерли.
Кулики с острова Кэмпбелл подвида Coenocorypha aucklandica perseverance были почти истреблены, но некоторые из них остались на отдаленном островке и вновь заселили главный остров, после того как там были истреблены крысы. Ещё два подвида   C. a. meinertzhagenae обитают на островах Антиподов и номинативный подвид  C. a. aucklandica  — на островах Окленд соответственно.

## Поведение
Оклендский песочник неохотно летает днём, относительно доверчив и гнездится на земле, это подвергает его риску стать лёгкой жертвой завезённых на острова наземных хищников. Этот кулик предпочитает участки с густым напочвенным покровом, включая кочковатые луга, травяные поляны, папоротники, кустарники и низкорослые леса и питается различными беспозвоночными. У него характерная демонстрация ухаживания, которая происходит ночью, когда самцы совершают в воздухе вертикальные пикирования со значительной высоты. Гнездование этого вида идет в разное время  с августа по январь на разных островах.